# هیو پدگام
هیو پدگام (انگلیسی: Hugh Padgham؛ زادهٔ ۱۵ فوریهٔ ۱۹۵۵) تهیه‌کننده موسیقی و مهندس اهل بریتانیا است. وی از سال ۱۹۷۸ میلادی تاکنون مشغول فعالیت بوده‌است.